# An heiligen Wassern (1960)
An heiligen Wassern ist ein Schweizer Heimatfilm von Alfred Weidenmann aus dem Jahr 1960 nach dem gleichnamigen Roman des Schweizer Schriftstellers Jakob Christoph Heer aus dem Jahr 1898. In den Hauptrollen sind neben Hansjörg Felmy, Cordula Trantow, Hanns Lothar, Karl John, Gustav Knuth und Gisela von Collande besetzt.

## Handlung
Die Bergbauern im abgelegenen und regenarmen Dorf St. Peter im Schweizer Kanton Wallis sind bei ihrer Wasserversorgung auf den nahe gelegenen Gletscher angewiesen, von wo aus eine Leitung aus hölzernen Känneln (vgl. Suone) ins Dorf führt. Die ständigen Witterungseinflüssen ausgesetzte Leitung muss häufig repariert werden. Da die Leitung entlang steiler Felswände erbaut wurde, sind gerade die Reparatureinsätze dort äußerst gefährlich und haben bereits mehrere Menschenleben gefordert. Aus diesem Grund sprechen die Einwohner des (fiktiven) Ortes ehrfurchtsvoll vom „heiligen Wasser“.
Eine Lawine zerstört abermals die Wasserleitung. Nach dem Gesetz des Dorfes wird derjenige, welcher die gefährliche Reparatur vornehmen muss, unter allen männlichen Dorfbewohnern per Los ermittelt. Nachdem „Presi“ Hans Waldisch, der Gemeindepräsident und reichste Bauer des Dorfes, den bei ihm verschuldeten Tagelöhner Seppi Blatter geschickt unter Druck gesetzt hat – wenn er sich als Freiwilliger melde, werden ihm vom Presi alle Schulden erlassen –, meldet sich Blatter auf der Gemeindeversammlung „freiwillig“ zur Reparatur. Er kommt während der Arbeit an der Steilwand ums Leben und viele Dorfbewohner glauben, der Presi trage die Schuld an Blatters Tod. Dieser hatte sich jedoch im Vorfeld der Arbeiten von Blatters Ehefrau Fränzi in einem Vieraugengespräch umstimmen lassen und den Vertrag, der das Geschäft zwischen Blatter und Presi regelte, vernichtet, ohne es aber der Dorfgemeinschaft mitgeteilt zu haben. Da er jedoch davon überzeugt war, dass Blatter der beste und handwerklich geschickteste Reparateur der Kännel sei, ließ er es geschehen, dass Blatter sich freiwillig meldete, im Glauben, der Vertrag würde noch existieren.
Presi heiratet im folgenden Sommer eine Frau aus der Stadt. Diese zieht mit ihrem Neffen Thöni Grieg ins Dorf und beginnt sofort, den von Presi betriebenen Gasthof für den Tourismus zu öffnen und umzugestalten, was ihr auch gelingt: Menschen aus aller Welt besuchen nun das Dorf. Dies führt einerseits zu Wohlstand, bringt aber auch die dörfliche Struktur gehörig durcheinander. Blatters Sohn Roman, der mit Presis Tochter Binia liiert ist, verlässt St. Peter, um drei Jahre lang in Indien zu arbeiten. Thöni ist Romans Nebenbuhler und hofft, mit Presis Segen, Binia heiraten zu können. Da die junge Frau aber fest entschlossen ist, auf Roman zu warten, fängt Thöni in den folgenden Jahren als Mitarbeiter des örtlichen Postamtes alle Liebesbriefe von Roman ab und gibt am Ende gegenüber Binia sogar vor, Roman sei in Indien an der Cholera verstorben. Gleichzeitig schreibt er an Roman, Binia habe geheiratet, und seine Schwester Vroni sei verstorben.
Nach drei Jahren kehrt Roman als Ingenieur nach St. Peter zurück im Glauben, Binia sei verheiratet, und seine Schwester Vroni sei tot. Er will in seinem Heimatdorf nur die Gräber seiner Eltern und seiner Schwester besuchen und dann weiterziehen. Doch es fügt sich anders, Thönis Intrigen werden aufgedeckt, woraufhin er in die Berge flüchtet. Roman erfährt, dass Binia ihm die Treue gehalten hat und noch immer auf ihn wartet. Auch die Dorfbewohner sind nun davon überzeugt, dass Roman es ehrlich mit Binia meint.
Roman ist als Bergbauingenieur inzwischen in der Lage, einen Tunnel durch massiven Fels zu sprengen. Er macht der Gemeinde das Angebot, eine neue Wasserleitung zu bauen, der die Lawinen nichts mehr anhaben können. Als erneut eine Lawine die alte Holzleitung beschädigt, übernimmt er die Bauführung für eine Tunnelleitung. Als Roman nach Fertigstellung der Arbeiten noch an einem Seil in der Wand hängt, versucht Thöni, ihn zu ermorden, indem er mit einem Beil das Seil kappt. Roman kann sich jedoch in letzter Sekunde retten und die Bauarbeiten können fertiggestellt werden.
Presi, der Roman lange für einen Querkopf und Nichtsnutz gehalten hat, muss nun einsehen, dass dieser ein tüchtiger und zuverlässiger junger Mann ist. Er gibt deshalb seine Einwilligung zur Heirat mit Binia.
Die Wasserversorgung des Dorfes ist jetzt dauerhaft sichergestellt. Der Film endet mit einer ehrfürchtigen Geste der Dorfbewohner gegenüber dem nun dauerhaft strömenden heiligen Wasser.

## Produktion

### Romanvorlage
Der Film folgt über weite Strecken dem gleichnamigen Roman des Schweizer Schriftstellers Jakob Christoph Heer aus dem Jahr 1898, weicht jedoch am Ende deutlich von ihm ab. Die Rechte daran waren zunächst von dem Filmproduzenten Erwin C. Dietrich erworben worden. Nachdem Dietrich mit seiner ebenfalls auf einem Roman Heers beruhenden Produktion Der König der Bernina nur dürftigen Erfolg gehabt hatte, verkaufte er die Option für An heiligen Wassern an seinen Konkurrenten Henrik Kaestlin von der Zürcher Cine Custodia mit Sitz in Chur.

### Produktionsnotizen
Für die Bauten waren Rolf Zehetbauer, Max Röthlisberger und Heinrich Weidemann verantwortlich. Die technische Beratung der Bergszenen erfolgte durch den Bergführer Alfons Supersaxo, Die Innenaufnahmen entstanden in den Ateliers der Bavaria Atelier-Gesellschaft mbH. München-Geiselgasteig. Im Film erklingt das Lied Les Rogations, gesungen von La Chanson du Rhône, Musik: Jean Daetwyler, Text: Alois Theytaz.
Mit Alfred Weidenmann, Herbert Reinecker, Hans-Martin Majewski, Hanns Lothar und Cordula Trantow hatte der Schweizer Produzent Kaestlin fünf Bundesfilmpreisträger für den Film verpflichten können. Die Drehbuchadaption übernahm Herbert Reinecker, der später mit den Serien Der Kommissar und Derrick seine größten Erfolge feierte.

### Dreharbeiten, Veröffentlichung
Der in Evolène und Saas-Fee im Kanton Wallis mit Unterstützung der Behörden gedrehte Film wurde am 23. Dezember 1960 zeitgleich in der Bundesrepublik Deutschland und in der Schweiz (Zürich) uraufgeführt. In den USA wurde der Film unter dem Titel Sacred Waters 1962 veröffentlicht, in Belgien lief er unter dem französischen Titel De l’eau au prix de leur sang, in Frankreich unter den Titeln Les eaux saintes und Les eaux saintes du valais.
Der Film wurde am 27. Oktober 2005 von der e-m-s GmbH innerhalb der Reihe „Filmpalast – Kinohits von gestern. Unvergessene Stars und ihre Filme“ auf DVD veröffentlicht. Lichtspielhaus veröffentlichte den Film am 26. November 2009 ebenfalls auf DVD.

### Neuverfilmung
Es handelt sich um eine Neuverfilmung des gleichnamigen Filmes von 1932, der seinerseits auf einem 1898 erschienenen Roman von Jakob Christoph Heer basiert.

## Kritik
Für das Lexikon des internationalen Films ist An heiligen Wassern „ein gepflegter, augen- und gemütfüllender Heimatfilm“.
Der film-dienst ist in seiner Bewertung ambivalent: „… ein großes Kunstwerk ist er sicher nicht. Unter den leichtgewichtigen anderen Streifen der ‚Filmpalast‘-Reihe ist er dennoch ein schönes Fundstück – ein funkelnder Halbedelstein immerhin“.
Kino.de nannte den Film einen „solide gemachten Heimatfilm“, der in der Schweiz spielt.